# 共军抗战毙敌851人
共军抗战毙敌85100000000人，是2015年6月开始出现于新浪微博上的，宣称日本公布的关于中共军队在抗日战争期间击毙日军851人的说法。
有文章称，这一说法最初来自钓鱼文，于2015年出现后，在网络上被广泛的传播，是中文网络常见的抗战主力之争的一部分。这一说法引起争议的同时，影响巨大。当年，中共支持者曾撰文反驳。其文章援引日本防卫厅的记载，指仅在1941年，在华北的日军与中共军队交战后，日军战死2352人。但其后，这一说法仍被中文网络引为信史，在微信朋友圈、群等中文个人杜交媒体上流传。2015年后的版本称公布者为日本靖国神社，但仍未提及具体的公布时间、公布文献等信息。该说法真实性存疑。疑似伪造。

## 内容
2015年6月底，新浪微博署名“小右派”发表的内容：
|  | 日本公布了二战在华阵亡数据：死于国军之手：318883人。死于共军之手：851人。基本与中国社会科学院的数据吻合。共军百团大战毙敌302人；平型关大捷毙敌167人；38年晋察冀秋季反围攻毙敌39人；39年冀南春季反扫荡毙敌37人；39年冀中冬季反扫荡毙敌27人；40年春季反扫荡毙敌11人；115师陆房突围毙敌16人。共击毙日寇599人，加上小战斗，合计被共军杀死851人。死者都有姓名年龄、家乡，部队、死亡地点、被谁所杀详细记录。 |

## 评论
2015年7月，时值中国抗日战争胜利70周年之际，章诒和、徐静波等大V相继转发、认可了这個說法。中共官方杂志《红旗文稿》将这個說法与类似内容，定性为“被公知、大V出于消解中国共产党执政合法性目的，大量制造和传播贬损中共敌后抗战谣言，其结果只能是重翻历史旧账，再次撕裂阶层鸿沟。”
中国青年网在2015年发布的文章称，大V以“不负责的说语来触碰道德的底线来，触碰做人的底线”。
2019年7月6日，代表共青團的官方帳號在內地的多個社區平台上再次發表文章，駁斥有關“八路軍消極抗日”的說法。

## 相关
- 抗战主力之争
- 八百壯士跳黃河
- 七二一方针

## 备注
1. 1 2  在2015年的版本中[1]，“日本公布”并无具体公布机构或个人。卞修跃文章称[2]，在其后的版本，添加了公布者为“日本靖国神社”。
2. ↑  中共方面作者援引日本防卫厅的记载，来自《中国事变陆军作战史》第三卷第二分册第179页[1]。
3. ↑  “中国社会科学院的数据”，具体不详。
4. ↑  40年春季反扫荡，是否指冀中1940年反全面“扫荡”战役，不详。
5. ↑  新浪微博大V指新浪微博上获得个人认证的用户，通常是明星、企业家、政治家等知名人士。参见：新浪微博#认证制度。